# Météorologie
Ne doit pas être confondu avec le climat et la climatologie
Cet article possède des paronymes, voir Méréologie et Métrologie.
La météorologie est une science qui a pour objet l'étude des phénomènes atmosphériques tels que les nuages, les précipitations ou le vent dans le but de comprendre comment ils se forment et évoluent en fonction des paramètres mesurés tels que la pression, la température et l'humidité. Le mot vient du grec ancien μετέωρος / metéōros (« qui est au-dessus de la terre »), qui désigne les particules en suspension dans l'atmosphère et -λογία / -logia, « discours » ou « connaissance ».
C'est une discipline qui traite principalement de la mécanique des fluides et de la thermodynamique mais qui fait usage de différentes autres branches de la physique, de la chimie et des mathématiques. Purement descriptive à l'origine, la météorologie est devenue un lieu d'application de ces disciplines. Pour ce faire elle doit s'appuyer sur un réseau cohérent d'observations : le premier du genre — qui concerne un territoire multinational étendu — apparaît en 1854, sous la direction du français Le Verrier qui établit un réseau européen de données atmosphériques et fonctionne de manière opérationnelle dès 1856.
La météorologie moderne permet d'établir des prévisions de l'évolution du temps en s'appuyant sur des modèles mathématiques à court comme à long terme qui assimilent des données de nombreuses sources dont les stations, les satellites et les radars météorologiques. La météorologie a des applications dans des domaines très divers comme les besoins militaires, la production d'énergie, les transports (aériens, maritimes et terrestres), l'agriculture, la médecine, la construction, la photographie aérienne ou le cinéma. Elle est également appliquée pour la prévision de la qualité de l'air ou de plusieurs risques naturels d'origine atmosphérique.

## Historique

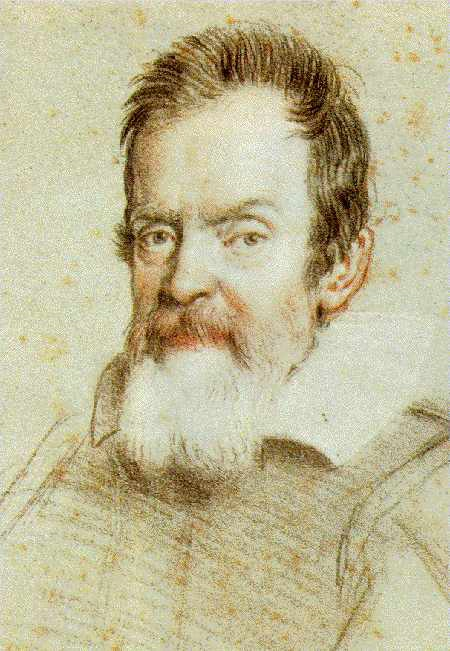
Galilée.

L’histoire de la météorologie connaît trois périodes. Tout d'abord, très tôt, durant l'Antiquité, les hommes essaient d'interpréter les phénomènes météorologiques qui rythment leur vie. Cependant, ils ne se fient qu'à leurs sens et affrontent les colères de la nature. Durant cette période, les Chinois sont les premiers à avoir une démarche rigoureuse face aux phénomènes météorologiques. C'est donc en Chine que les plus anciennes observations météorologiques sont avérées dès 1216 av. J.-C..
En Europe, ce sont les philosophes Grecs précédant Socrate qui essaient d'expliquer les phénomènes du ciel et de l'atmosphère par l'usage de la raison. Anaximandre est le premier à expliquer les phénomènes météorologiques par l'intervention des éléments et non par des causes divines. Xénophane de Colophon (-580/-475) a décrit à peu près correctement le cycle de l'eau, selon le témoignage d'Aétius : « C'est de la chaleur du soleil, comme cause principale, que proviennent tous les météores. Celui-ci pompe l'humidité de la mer ; l'eau douce, en raison de sa légèreté, se sépare, puis se résolvant en brouillard, forme les nuages ; par suite de l'épaississement la pluie tombe, à moins qu'elle ne se dissipe en vents. »
Aristote, pour sa part, invente le terme « météorologie » et l'applique aux sciences de la Terre en général, et non spécifiquement aux sciences de l'atmosphère. Il invente la première rose des vents en classant les vents de la Grèce en fonction de leur orientation, et élabore, dans son traité des Météorologiques, la théorie dite du « Grand hiver », où il essaie de rationaliser les changements climatiques selon un principe cyclique de compensation du chaud et du froid, du sec et de l'humide, avec l'idée que tout changement en un point du globe doit pouvoir se compenser ailleurs afin de maintenir un équilibre global des climats. Ce qui a été un océan humide jadis est aujourd'hui un continent sec, et réciproquement, selon un ordre de temps qui dépasse l'échelle de l'histoire humaine. Tout cela implique donc des refroidissements régionaux durables (« Grand hiver ») où la mer remplace la terre, et des réchauffements climatiques parallèles ailleurs, suffisamment importants pour assécher des régions entières du globe.
À compter du VIe siècle, après la chute de l'Empire romain d'Occident et le refroidissement climatique de 535-536, commence en Europe une deuxième période de l'histoire de la météorologie alors que ces événements conduisent à une régression brutale qui ira jusqu'à la renaissance du XIIe siècle. Ce début du Moyen Âge mène à l'abandon d'une grande partie des savoirs gréco-romains, hormis dans les bibliothèques de quelques monastères. Il n'en subsiste que quelques dictons météorologiques issus de recettes transmises oralement et d'observations plus ou moins rigoureuses. La météorologie n'est alors qu'une pseudo-science. Malgré tout, les dictons, loin de la rigueur scientifique, ne sont pas tous dépourvus de sens. Le monde byzantin, pour sa part, a conservé l'héritage gréco-romain, mais s'épuise en défense militaire de ses territoires contre l'empire arabo-musulman. Ce dernier assimile avec plus ou moins de perspicacité l'héritage gréco-romain (celui-ci se rediffuse partiellement en Europe lors de la renaissance du XIIe siècle) et perpétue, voire développe, des savoirs cohérents jusqu'au XIVe siècle. L'arrivée au XVe siècle des réfugiés byzantins fuyant les conquêtes arabes se solde par un retour de nombreux textes gréco-romains.
La troisième période de l'histoire de la météorologie commence par la naissance de la météorologie moderne, et donc la fin de l'empirisme et des dictons. L'idée d'effectuer des observations régulières comme base de travail en météorologie revient à partir du XVe siècle. Ce sont d'abord une série d'instruments qui sont développés comme Galilée qui construisit un thermoscope, ancêtre du thermomètre, Evangelista Torricelli qui créa le premier vide artificiel et utilisa le concept pour imaginer le premier baromètre et Robert Hooke qui redécouvre le principe de l'anémomètre pour mesurer la vitesse du vent, instrument essentiel à la navigation.
Ensuite, c'est l'étude des phénomènes météorologiques. En Europe, Blaise Pascal découvre que la pression diminue également avec l'altitude et en infère qu'il y a un vide au-delà de l'atmosphère et Edmond Halley cartographie les alizés comprend que les changements atmosphériques sont causés par le réchauffement solaire diurne. En Amérique, Benjamin Franklin remarque que les systèmes météorologiques vont d'ouest en est en Amérique du Nord, publie la première carte scientifique du Gulf Stream, montre que la foudre est un phénomène électrique, relie les éruptions volcaniques et le comportement de la météo et spécule sur les effets de la déforestation sur le climat.
Au début du XIXe siècle des concepts plus généraux font jour. Le britannique Luke Howard écrit On the Modification of Clouds dans lequel il donne les noms que nous connaissons maintenant aux nuages à partir du latin. Francis Beaufort introduit son échelle descriptive des vents destinée aux marins, l'échelle de Beaufort, qui relie les effets du vent sur les vagues à sa force en nœuds. En 1835, dans un article Sur les équations du mouvement relatif des systèmes de corps, Gaspard-Gustave Coriolis décrit mathématiquement la force qui porte son nom : la force de Coriolis. Cette force est essentielle dans la description du mouvement des systèmes météorologiques comme Hadley l'avait pressenti un siècle auparavant. En 1838, William Reid publie sa controversée Law of Storms, décrivant le comportement des dépressions, qui divise la communauté scientifique durant dix années.

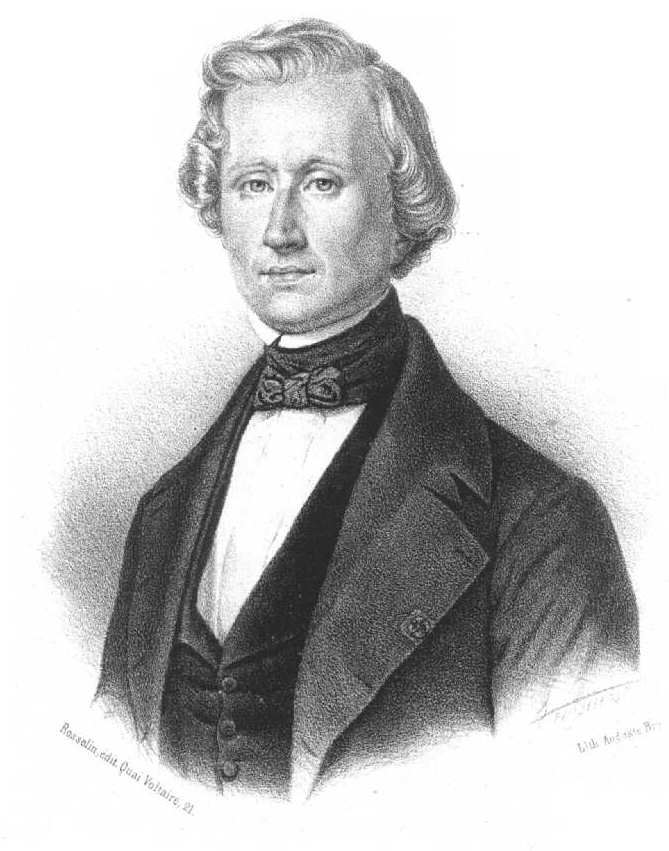
Urbain Le Verrier.

En même temps, les premiers réseaux d'observations se développaient. En 1654, sur les conseils du jésuite Luigi Antinori, Ferdinand II de Médicis inaugure le premier réseau météorologique mondial coordonné par la Société météorologique de Florence. En 1849, le Smithsonian Institution, sous la direction du physicien Joseph Henry commence à mettre sur pied un réseau de stations météorologiques d'observation aux États-Unis. Les observations seront disséminées rapidement grâce à l'invention en 1837 par Samuel Morse du télégraphe. Urbain Le Verrier, directeur de l'observatoire de Paris, et le vice-amiral Robert FitzRoy font de même en Europe en 1856 et 1860.
Tous les réseaux d'observations mentionnés jusqu'à présent étaient indépendants. Une information météorologique cruciale pouvait donc ne pas être transmise. Ceci était particulièrement important en mer. Le principal promoteur d'échanges internationaux sera l'américain Matthew Fontaine Maury. En 1853, une première conférence des représentants de dix pays se réunit à Bruxelles pour formaliser une entente et normaliser le codage des données météorologiques. En 1873, l'Organisation météorologique internationale est fondée à Vienne par les pays ayant un service météorologique.

Les symboles des fronts météorologiques : 1) Front froid 2) Front chaud 3) Occlusion 4) Stationnaire.

En 1902, après plus de 200 lâchers de ballons, souvent effectués de nuit pour éviter l'effet de radiation du soleil, Léon Teisserenc de Bort découvrit la troposphère, la tropopause et la stratosphère, ce qui lance l'aérologie appliquée à la météorologie. En 1919, en Norvège, l'école de Bergen, sous la direction de Wilhelm Bjerknes, développa l'idée des masses d'air se rencontrant le long de zones de discontinuité qu'on nomma les fronts. En alliant la force de Coriolis, ces notions et la force de pression, elle expliqua la génération, l'intensification et le déclin des systèmes météorologiques des latitudes moyennes. Encore aujourd'hui, les explications météorologiques simplifiées que l'on voit dans les médias utilisent le vocabulaire de l'école norvégienne.
Durant la Seconde Guerre mondiale, la météorologie devint un instrument essentiel de l'effort de guerre et put bénéficier d'un soutien jamais vu jusqu'à ce moment. Des écoles furent mises sur pied pour former des techniciens et des météorologues en grand nombre car elle joua un rôle de premier plan pour le routage des navires et des convois de ravitaillement, le déploiement de l'aviation et la planification des opérations militaires. La guerre météorologique de l'Atlantique nord, entre autres, vit les Alliés (la Grande-Bretagne en particulier) et l'Allemagne être en compétition pour l'accès à des données météorologiques fiables dans l'Atlantique Nord et l'Arctique. Après la guerre, en 1951, l'Organisation météorologique mondiale (OMM) est fondée par l'ONU en remplacement de l'Organisation météorologique internationale créée en 1873 pour la diffusion des données météorologiques.
La météorologie étant reliée à la mécanique des fluides (voir section science météorologique), dès 1922 Lewis Fry Richardson publia Weather prediction by numerical process qui décrivait comment les termes mineurs des équations de mouvement de l'air pouvaient être négligés pour résoudre plus facilement les conditions futures de l'atmosphère. Cependant ce ne sera qu'avec la venue des ordinateurs, à la suite du second conflit mondial, que son idée sera vraiment mise en pratique à partir des années 1950. C'était le début de la prévision numérique du temps, une formulation sous forme de programmes informatiques de plus en plus complets permettant de résoudre les équations météorologiques.

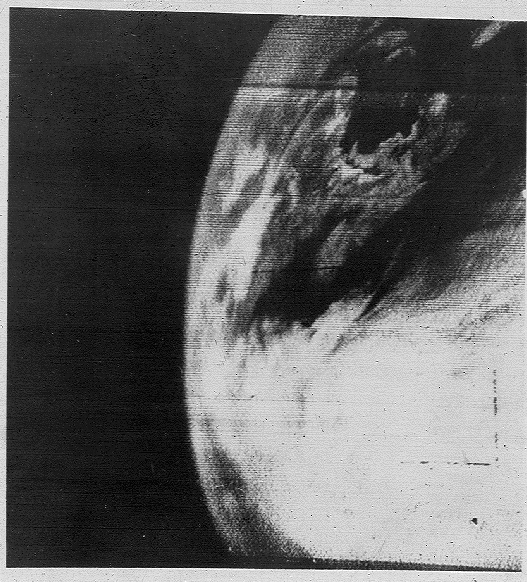
Première image de TIROS-1 de la Terre depuis l'espace.

De nouveaux instruments sont ensuite développés :
- les premiers radars météorologiques opérationnels grâce à plusieurs chercheurs, dont entre autres David Atlas et J. Stewart Marshall[11] ;
- mise en orbite du premier satellite météorologique en 1960 (TIROS-1). Celui-ci marque le début de la collecte de données météorologiques depuis l'espace à une résolution de beaucoup supérieure aux stations terrestres ;
- télécommunications par onde radio au début du XXe siècle, puis par satellites, et dans les années 2000, l'internet viennent révolutionner la distribution des informations.

Le développement des ordinateurs plus puissants dans les années 1970 et des superordinateurs dans les années 1980 mène à une meilleure résolution des modèles de prévision numérique du temps. Les recherches sur l'atmosphère, les océans et leurs inter-relations, de phénomènes de grande échelle tels El Niño et les cyclones tropicaux ou de fine échelle comme les orages améliorent les connaissances des phénomènes météorologiques. Il s'ensuit une meilleure paramétrisation des équations. De plus, les instruments de collecte de données ont grandement évolué depuis 1960 : automatisation de cette collecte, télédétection et amélioration de leur résolution amenant des sondages plus précis de l'atmosphère.
Plus récemment, l'étude des tendances de températures et de la concentration de CO2 a pris de l'essor. À partir de la fin du XXe siècle, la majorité des scientifiques ont reconnu l'existence d'un réchauffement climatique depuis le début de l'ère industrielle. Au début du XXIe siècle, un rapport d'experts internationaux a reconnu l'action humaine comme étant le plus probable responsable d'un tel réchauffement et a prédit une poursuite de celui-ci.

## Science météorologique
Le but de la météorologie est de trouver les lois régissant la dynamique du fluide que l'on nomme l'air et de pouvoir prédire son comportement futur. L'air est un fluide compressible, formé de différents gaz et se trouvant dans une mince couche à la surface d'un référentiel en rotation (la Terre). La météorologie étant une branche de la physique, la théorie des fluides, le calcul des forces et la thermodynamique sont mises à profit pour expliquer le comportement de l'atmosphère.

### Comportement à échelle large
En premier lieu, pour expliquer le mouvement de l'air à l'échelle planétaire, échelle dite synoptique, on se heurte à sept inconnues :
- pression (P) ;
- température (T) ;
- densité de l'air ({\displaystyle \,\rho }) ;
- contenu en eau (q) ;
- trois dimensions x, y et z.

Il faut donc sept équations :
- les trois équations de Navier-Stokes de quantité de mouvement relient les forces de pression et de Coriolis selon les trois dimensions ;
- la loi des gaz parfaits relie pression et température ;
- l'équation hydrostatique relie la pression et l'altitude :

{\displaystyle \,\delta P=-\rho g\delta z} où g est la constante de gravité ;
- l'équation de continuité de masse relie la variation de la masse dans un volume d'air et sa forme dans le temps (voir équations de Navier-Stokes) ;
- l'équation de composition relie le contenu en eau de l'air et sa variation dans l'espace.

Les équations de bilan de l'énergie de la thermodynamique tiennent compte des changements de phase d'une des composantes importantes de l'atmosphère : l'eau.
Résoudre ces équations n'est pas facile car elles comportent de nombreux termes qui n'agissent pas tous à la même échelle. Par exemple, dans les équations de quantité de mouvement, les équations calculent le mouvement de l'air par la différence entre le gradient de pression et la force de Coriolis. Comme les forces en cause sont presque égales, la différence sera de quelques ordres de grandeur plus petite. Une erreur de calcul donne donc de grandes différences dans le résultat.
De plus, l'atmosphère est un système où les variables changent de valeur en chaque point. Il n'est pas possible de la sonder avec une résolution qui nous permettrait de parfaitement définir son état initial. C'est pourquoi, les premiers météorologues ont d'abord développé des modèles conceptuels empiriques pour expliquer le comportement de l'atmosphère. Les fronts, creux barométriques et autres termes si bien connus dans le vocabulaire des présentateurs météo proviennent de ces premières explications du temps. Elles ont été rendues possibles par le développement des moyens de sondage de l'atmosphère par l'aérologie.
Par la suite, les théories de la dynamique de l'atmosphère et les données obtenues par les radiosondages ont permis de développer des modèles mathématiques en utilisant seulement les termes les plus importants dans les équations et en simplifiant la structure de l'atmosphère. Avec l'avènement de l'informatique, les termes négligés ont pu être graduellement incorporés bien qu'on ne soit pas encore parvenus à les incorporer tous (voir Prévision numérique du temps).
Toutefois, la météorologie est encore handicapée par la très faible densité de données disponibles. Les stations de sondage sont éloignées de plusieurs centaines de kilomètres les unes des autres et même si des capteurs à distance tels les satellites et les radars augmentent la définition de l'analyse, toutes ces informations comportent des imprécisions assez grandes. C'est pourquoi, la prévision du temps est encore un mélange entre les calculs venant des équations et l'expérience du météorologiste.

### Comportement à échelle fine

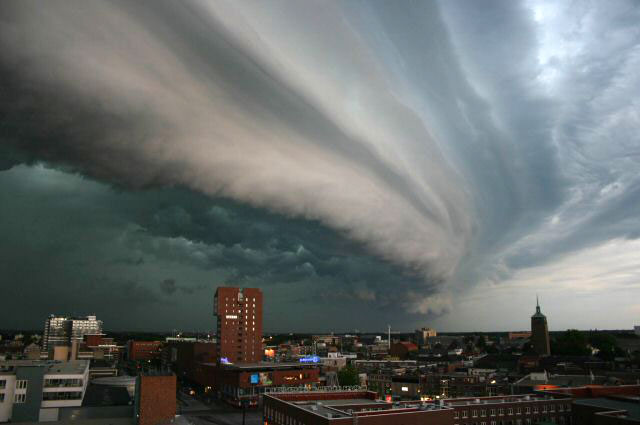
Arcus à la base d'un cumulonimbus à Enschede, aux Pays-Bas.

Les équations vues précédemment comportent certaines hypothèses qui tiennent pour acquis que les mouvements de l'air et la condensation se produisent assez lentement pour que la pression, la température et le contenu en eau s'adaptent graduellement. Cependant, lorsque l'on descend à des échelles plus fines, de l'ordre de quelques mètres à quelques kilomètres, et lorsque les mouvements sont rapides, certaines de ces équations ne sont que des approximations.
Par exemple, l'équation de l'équilibre hydrostatique n'est pas respectée dans les orages où l'eau contenue dans les volumes d'air en ascendance, condense plus lentement qu'on pourrait le penser. En effet, les variations de pression et de température se produisent non linéairement dans ce cas. Le rôle de plusieurs chercheurs en météorologie est donc d'enquêter sur les phénomènes à petite échelle comme les orages, les tornades et même sur des systèmes à plus large échelle, comme les cyclones tropicaux, qui comportent des items à fine échelle.

### Couche limite
Les échanges de chaleur, d'humidité et de particules se produisent en plus grande partie dans la mince couche d'air juste au-dessus de la surface terrestre. Nous parlons ici de l'interaction océan-atmosphère, soulèvement orographique, convergence par le relief, zone urbaine versus rurale, etc. Le frottement est partout présent mais très variable dans cette couche et il cause de la turbulence ce qui rend très complexes ces échanges. Ceci donne lieu à une paramétrisation de ceux-ci dans le calcul des équations. L'étude de la couche limite est donc un des domaines importants de la recherche en météorologie.

### Échelle planétaire
Les échelles précédentes étaient toutes reliées au comportement des systèmes météorologiques de quelques minutes à quelques jours. Il existe cependant des cycles qui durent des mois ou même des années. Ces comportements planétaires sont également régis par les équations primitives atmosphériques sous la forme de développement d'onde, comme les Ondes de Rossby, qui vont se propager dans l'atmosphère et donner des oscillations de résonance. L'étude de l'échelle planétaire est également reliée aux échanges de chaleur et d'humidité entre les Tropiques et les régions polaires.
Un exemple connu de cette échelle est le phénomène El Niño, une anomalie de température de la surface de la mer dans le Pacifique sud qui est relié à un changement des alizés dans cette région et qui revient à des intervalles variables. Moins connus sont l’Oscillation de Madden-Julian, l’Oscillation nord-atlantique et d'autres, qui influencent la trajectoire des dépressions des latitudes moyennes. Cette échelle tend vers celle de la climatologie.

### Spécialités

#### Instrumentation
La météorologie dépend de la collecte de la valeur des variables de l'atmosphère mentionnées précédemment. Les instruments comme le thermomètre et l'anémomètre ont d'abord été utilisé individuellement, puis souvent regroupés dans des stations météorologiques terrestres et maritimes. Ces données ont été d'abord très éparses et prises par des amateurs. Le développement des communications et des transports a forcé les gouvernements de tous les pays à mettre sur pied au sein de leurs services météorologiques des réseaux d'observation et à développer de nouveaux instruments. Dans ces réseaux nationaux les instruments et leur implantation obéissent à des normes sévères, afin de biaiser le moins possible l'initialisation des modèles.
Le développement des ballons à la fin du XIXe siècle, puis des avions et des fusées au XXe siècle a permis de collecter des données en altitude. Finalement, les radars et satellites ont permis depuis la seconde moitié de ce siècle de compléter la couverture à l'ensemble du globe. La recherche continue d'améliorer les instruments et d'en développer de nouveaux.

#### Prévision météorologique
L’histoire de la prévision du temps remonte à des temps immémoriaux avec les oracles et devins. Elle ne fut pas toujours bien vue. Ainsi une loi anglaise de 1677 condamnait au bûcher les météorologues, taxés de sorcellerie. Cette loi ne fut abrogée qu'en 1959 mais ne fut pas toujours appliquée à la lettre. Ainsi le Group Captain James Stagg, météorologue en chef, et les membres de ses trois équipes de prévision, purent prédire une accalmie pour le débarquement de Normandie le matin du 6 juin 1944, sans crainte de subir ce sort.
La science moderne date vraiment de la fin du XIXe siècle et du début du XXe. La prévision météorologique est une application des connaissances en météorologie et des techniques modernes de prises de données et d’informatique pour prédire l’état de l’atmosphère à un temps ultérieur. Elle s’est cependant affirmée depuis la Seconde Guerre mondiale avec l'entrée en jeu des moyens techniques comme le radar, les communications modernes et le développement des ordinateurs. On retrouve plusieurs domaines d'application des prévisions dont :
| Hydrométéorologie         | Météorologie aéronautique     | Météorologie agricole ou (agrométéorologie) | Météorologie côtière             | Météorologie et route    |
| Météorologie forestière   | Météorologie maritime         | Météorologie militaire                      | Météorologie de la montagne      | Météorologie tropicale   |
| Météorologie et pollution | Prévision des orages violents | Prévision numérique du temps                | Prévision des cyclones tropicaux | Vigilance météorologique |

#### Technologies de contrôle météorologique
Il n'existe dans la littérature scientifique aucun mécanisme de modification délibérée du temps ou du climat qui démontre, théoriquement ou en pratique, une capacité pour affecter le temps à grande échelle de manière contrôlée. Seules quelques méthodes ont pu, jusqu'ici, donner des résultats localisés, dans des circonstances favorables.
Voici quelques exemples de technologies visant à obtenir un certain contrôle sur certaines conditions atmosphériques :
- HAARP, technologie d'étude et de modification localisée des propriétés radio-électriques de l'ionosphère ;
- canon anti-grêle : pour tenter de perturber la formation de grêle au moyen d'ondes de choc (anecdotique) ;
- ensemencement des nuages : en lâchant une fumée d'iodure d'argent dans les nuages pour augmenter le nombre de noyaux de condensation disponibles et donc la pluie. Ceci aurait dans le cas des orages pour effet d'augmenter le nombre de grêlons aux dépens de leur taille individuelle ;
- feux anti-brouillard pour dissiper le brouillard par un réchauffement localisé.

#### Recherche
Beaucoup reste à faire pour comprendre et paramétrer les phénomènes météorologiques. Comme mentionné antérieurement, les équations qui régissent l'atmosphère sont complexes et les données in situ difficiles à obtenir dans certains cas. Les interactions à méso et micro échelles dans un orage ou un cyclone tropical sont difficilement reproductibles en laboratoire. Les chercheurs sur des sujets comme la micrométéorologie, la microphysique des nuages, la météorologie radar et l'interaction air-mer doivent effectuer un raisonnement de physique fondamentale, puis utiliser des simulations mathématiques qu'ils comparent aux observations.

## Phénomènes météorologiques

### Circulation atmosphérique
La circulation atmosphérique est le mouvement à l'échelle planétaire de la couche d'air entourant la Terre qui redistribue la chaleur provenant du Soleil en conjonction avec la circulation océanique. En effet, comme la Terre est un sphéroïde ayant un axe de rotation incliné de 23,5 degrés par rapport à son plan de translation autour de notre étoile, la radiation solaire incidente au sol varie entre un maximum aux régions faisant face directement au Soleil (équateur) et un minimum à celles très inclinés par rapport à ce dernier (Pôles). La radiation réémise par le sol est liée à la quantité d'énergie reçue. Il s'ensuit un réchauffement différentiel entre les deux régions qui ne peut persister sous peine d'une augmentation sans fin de ce dernier et c'est ce qui crée la circulation atmosphérique.
La pression à la surface et en altitude se répartit donc en zones organisées où la pression est un maximum (anticyclone), un minimum (dépression), un minimum local (creux barométrique), un maximum local (crête barométrique). Les zones où les basses températures provenant des Pôles rencontrent les chaudes températures venant de l'Équateur se nomment des fronts : front froid, front chaud et front occlus. Certains systèmes météorologiques ont des noms particuliers : cyclones tropicaux, mousson, haboob, El Niño, blocage d'air froid, etc.

### El Niño, la Niña
El Niño et l’oscillation australe (OA) sont les deux pôles d'un même phénomène appelé ENSO qui affecte le sud du Pacifique. Les cycles de ce dernier perturbent l’équilibre thermodynamique du couple océan (El Niño) – atmosphère (oscillation australe). Il est à l’origine d’importantes modifications de la circulation atmosphérique et océanique ayant des impacts mondiaux.
L’opposé d’El Niño est La Niña qui amène des températures océaniques anormalement froides sur l’est du Pacifique autour de l’équateur. L’activité orageuse est renforcée sur l’ouest du bassin du Pacifique alors que les alizés gagnent en intensité. Les effets de La Niña sont à peu près opposés à ceux d'El Niño. La Niña et El Niño ne se suivent pas toujours, seulement en moyenne une fois sur trois, mais la succession rapide de conditions climatiques très différentes d’un régime à l’autre peut engendrer un important stress sur la végétation.

### Vent
Le vent est un mouvement de l’atmosphère. Il apparaît sur toutes les planètes disposant d’une atmosphère. Ces mouvements de masses d’air sont provoqués par deux phénomènes se produisant simultanément : un réchauffement inégalement réparti de la surface de la planète par l’énergie solaire et la rotation de la planète. Une représentation des variations de force moyenne des vents selon leur orientation, et par là le repérage des vents dominants, peut être fait sur les secteurs d'une rose des vents.
Sur Terre, plusieurs régions ont des vents caractéristiques auxquels les populations locales ont donné des noms particuliers. Les vents sont une source d’énergie renouvelable, et ont été utilisés à travers les siècles à divers usages, par les moulins à vent, la navigation à la voile ou plus simplement le séchage. En montagne, le vol à voile utilise pour partie le vent (vol de pente) et en général (montagnes et plaines) les courants ascendants générés par l’échauffement des particules d'air. La vitesse du vent est mesurée avec un anémomètre mais peut être estimée par une manche à air, un drapeau, etc.
Les vents peuvent être réguliers ou en rafales. On retrouve des corridors de vent très forts le long des zones de contraste de températures qu'on appelle courant-jets. Sous les orages, la transformation du cisaillement horizontal du vent en tourbillon vertical donne une tornade ou une trombe marine. Le même phénomène peut se produire sans nuage et donne un tourbillon de poussière. La descente de l'air vers le sol avec les précipitations dans un orage donne une rafale descendante. En mer, les fronts de rafales sont appelées grains. Le relief est aussi la cause de vents catabatiques ou anabatiques.

### Nuages et précipitations
L'atmosphère terrestre est constituée principalement d’azote (près de 80 %), d'oxygène et de vapeur d'eau. Ses mouvements verticaux permettent la compression ou la dilatation de ce gaz selon la loi des gaz parfaits dans un processus habituellement adiabatique. La quantité maximale de vapeur d’eau que peut contenir l'air est fonction de la température de celui-ci. Lorsque l'air s'élève, il se dilate et sa température diminue, permettant la condensation de la vapeur d'eau, à saturation, en gouttelettes. Un nuage est alors formé.
Un nuage est donc un ensemble de gouttelettes d’eau (ou de cristaux de glace) en suspension dans l’air. L’aspect du nuage dépend de la lumière qu’il reçoit, de la nature, de la dimension, du nombre et de la répartition des particules qui le constituent. Plus l’air est chaud, plus il peut contenir de la vapeur d’eau, et plus le nuage sera important. Plus les mouvements verticaux de l'air sont forts, plus le nuage aura une extension verticale importante.
On distingue deux types principaux de nuages : les nuages stratiformes, qui proviennent du mouvement à grande échelle de l'atmosphère, et les nuages convectifs qui eux se forment localement quand l'air est instable. Ces deux types de nuages peuvent se retrouver à tous les niveaux de la troposphère et sont subdivisés selon la hauteur où ils se trouvent (basse, moyenne, élevée).
Si le mouvement vertical est suffisant, les gouttelettes ou les cristaux de glace fusionneront pour donner des précipitations liquides ou solides : pluie, bruine, neige, grêle, grésil, verglas et granule de glace. Elles seront sous forme continue avec les nuages stratiformes et sous forme d'averses ou d'orages dans ceux convectifs. D'autres hydrométéores se forment au sol comme la brume et le brouillard.

### Phénomènes accessoires
Les phénomènes météorologiques sont souvent accompagnés de ou produisent des phénomènes secondaires. Le vent soulève du sol des solides non aqueux, des lithométéores, qui restent en suspension dans l’atmosphère. La brume sèche est ainsi une suspension dans l’air de particules invisibles à l'œil nu et sèches, suffisamment nombreuses pour donner à l’air un aspect opalescent. Dans les régions sèches, la brume de sable est une suspension de poussières ou de petits grains de sable qui restent dans l’air après une tempête de vent. Le chasse-poussière ou chasse-sable est de la poussière ou du sable soulevés du sol à des hauteurs faibles ou modérées par un vent suffisamment fort et turbulent. Quand le vent augmente, on assiste à des tempêtes de sable ou de poussière qui atteignent de grandes hauteurs. Quand un vortex très local se forme dans les régions désertiques, il y a souvent des tourbillons de poussière, un genre de tornade sans nuages.
Certains phénomènes lumineux sont dus à la réflexion, la réfraction, la diffraction ou à l'interférence de la lumière sur les particules présentes dans l’atmosphère. Ce sont des photométéores. Ainsi, le halo et les parhélies, qui peuvent apparaître autour du Soleil ou de la Lune, sont dus à la réfraction ou la réflexion de la lumière sur des cristaux de glace dans l’atmosphère. Ces phénomènes ont la forme d’anneaux, d’arcs, de colonnes ou de foyers lumineux. Autour du Soleil, les halos peuvent avoir certaines couleurs alors qu’autour de la Lune, ils paraissent toujours blancs. De même, la couronne est constituée d'un ou de plusieurs anneaux colorés observables autour du Soleil ou de la Lune lorsqu'il (elle) se trouve derrière des nuages minces comme les altocumulus. Elle est due à la diffraction de la lumière sur les particules des nuages.
D'autres phénomènes sont dus à la diffraction de la lumière. L'irisation, généralement du bleu et/ou du vert pâle, est la présence de couleur sur les bords des nuages à cause de la diffraction de la lumière. Une gloire est formée d'anneaux colorés qui apparaissent autour de l’ombre de l’observateur sur un nuage ou le brouillard en contrebas. L'arc-en-ciel, dont les couleurs vont du violet au rouge, apparaît lorsque la lumière venant d'une éclaircie passe dans une atmosphère remplie de gouttes de pluie. Les anneaux de Bishop sont un phénomène lumineux qui apparaît sur des particules solides, après une éruption volcanique par exemple, formant des anneaux bleuâtres à l’intérieur et rouges à l’extérieur, causé par la diffraction des rayons lumineux sur ces particules.
Le mirage est dû aux densités différentes des couches d’air que traverse le rayon lumineux. Deux cas peuvent se produire : sur un sol surchauffé un objet éloigné devient visible, mais en image inversée, comme s’il se réfléchissait sur une étendue d’eau. C’est le mirage des déserts (le même phénomène se produit sur les routes goudronnées). Sur un sol plus froid que l’air, l’image de l’objet paraît au-dessus de l’objet vu directement. De tels mirages s’observent souvent en montagne ou au-dessus de la mer. C’est ainsi que l’on peut voir des objets situés en dessous de l’horizon. Les pied-de-vents sont des rayons solaires passant entre les nuages et vus à contre-jour, rayons qu'on perçoit alors comme un faisceau lumineux dans le ciel ou comme une « douche de lumière ».
Il y a également diverses manifestations de l’électricité atmosphérique sous forme de lumières ou de bruits, appelées électrométéores. La plupart sont associés aux orages où on observe des décharges brusques d’électricité. Il s'agit de la foudre, de l'éclair et du tonnerre. Le feu de Saint-Elme est un type particulier de foudre.
Finalement, bien que non associées à la météorologie, les aurores polaires, sont des phénomènes lumineux apparaissant dans les hautes couches de l’atmosphère en forme d’arcs, de bandes ou de rideaux. Les aurores sont fréquentes aux hautes latitudes où les particules ionisées du vent solaire sont déviées par les pôles magnétiques et viennent frapper l'atmosphère.

## Environnement

### Réchauffement climatique
Le réchauffement climatique est un phénomène d'augmentation de la température moyenne des océans et de l'atmosphère, à l'échelle planétaire et sur plusieurs années. Dans son acception commune, ce terme est appliqué au changement climatique observé depuis environ 25 ans, c'est-à-dire depuis la fin du XXe siècle. La plupart des scientifiques attribuent la plus grande partie de ce réchauffement aux émissions de gaz à effet de serre (GES) d'origine humaine. La probabilité que le réchauffement climatique depuis 1950 soit d'origine humaine est de plus de 90 % selon le quatrième rapport du Groupe d'experts intergouvernemental sur l'évolution du climat (GIEC) chargé d'établir une synthèse des connaissances scientifiques actuelles sur le sujet,,. Cette thèse n'est contestée que par une minorité de personnalités.
L’American Meteorological Society indique que le changement climatique exacerbe les événements météorologiques extrêmes.

### Climatologie appliquée
En tant que discipline mesurant différentes sources d'énergies ou ressources renouvelables (l’ensoleillement, le vent, les précipitations, etc.), la météorologie permet de mesurer les quantités d’énergie renouvelable et eau disponibles et de prévoir leur disponibilité dans le temps. Elle améliore le repérage des situations les plus propices aux sources alternatives d'énergie, qui peuvent contribuer à limiter le réchauffement et permet de mieux adapter l'habitat bioclimatique et les besoins en efficience énergétique à chaque contexte climatique.
Les anglophones parlent aussi de biométéorologie et bioclimatologie, et en France des formations spécialisées dans le domaine environnemental sont diffusées, entre autres par Météo-France qui propose des modules comme « Météorologie de l'environnement », « Météorologie pour le potentiel éolien » et « Environnement ».
L'épidémiologie, et l'écoépidémiologie font aussi appel aux sciences du climat.

### Phénomènes reliés aux conditions météorologiques
- Anémomorphose : déformation de la forme des plantes et des paysages végétaux sous l'effet des vents dominants et des embruns[22] ;
- Carambolages causés par de mauvaises conditions météorologiques ;
- Accidents d'avion dus aux orages ou tempêtes.
- Désertification due aux changements climatiques.
- Feux de forêt dus à la foudre ou attisés par les vents.
- L'exposition à des conditions de froid ou de chaleur extrêmes engendre :
  - hypothermie ;
  - hyperthermie.
- Inondations par des précipitations abondantes.
- Les variations de pressions atmosphériques sont soupçonnées de déclencher les migraines.
- Les conditions d'ensoleillement et de chaleur sont des facteurs dans la formation de l'ozone au niveau du sol et du smog.
- Pluie d'animaux dont la cause probable est le transport d'animaux par des trombes marines.
- Réchauffement global qui change le climat.

#### Sites gouvernementaux et institutionnels explicatifs
- « Prévision numérique du temps », Euromet (version du 3 mars 2016 sur Internet Archive).
- « Tout savoir sur la météo, le climat et Météo-France », Comprendre, Météo-France.
- Laboratoire de météorologie dynamique, « Foire aux questions », sur lmd.jussieu.fr, CNRS.
- « METEOTERM : Base terminologique multilingue de 42 500 entrées mise à jour en permanence par les services linguistiques », Organisation météorologique mondiale.
- « Exposition virtuelle sur la météorologie », Bibliothèque numérique, Observatoire de Paris.

#### Autre lien
- « Cours de météorologie générale », sur meteocontact.fr, Météo-Contact